# Scardiella approximatella
Scardiella approximatella är en fjärilsart som beskrevs av William George Dietz 1905. Scardiella approximatella ingår i släktet Scardiella och familjen äkta malar. Inga underarter finns listade.